# Aphelinoidea gwaliorensis
Aphelinoidea gwaliorensis är en stekelart som beskrevs av Yousuf och Shafee 1985. Aphelinoidea gwaliorensis ingår i släktet Aphelinoidea och familjen hårstrimsteklar. Inga underarter finns listade i Catalogue of Life.